# Automeris arianae
Automeris arianae é uma espécie de mariposa do gênero Automeris, da família Saturniidae.
Sua ocorrência foi registrada na Costa Rica e Panamá.